# كارولين إف. وير
كارولين إف. وير (بالإنجليزية: Caroline F. Ware)‏ هي مؤرخة أمريكية، ولدت في 14 أغسطس 1899 في بروكلين في الولايات المتحدة، وتوفيت في 1990.